# Cinara
Genre
Taxons de rang inférieur
- C. (Cedrobium)
- C. (Cinara)
- C. (Cupressobium)
- C. (Schizolachnus)

Cinara est un genre de pucerons, des insectes de l'ordre des hémiptères, de la super-famille des Aphidoidea et de la famille des Aphididae.

## Espèces
- Cinara abietis
- Cinara acutirostris
- Cinara cedri
- Cinara confinis
- Cinara cupressi
- Cinara fornacula
- Cinara laricis
- Cinara piceae
- Cinara piceicola
- Cinara pini
- Cinara pilicornis
- Cinara strobi